# Sønder Vissing-stenen 1
Sønder Vissing-stenen 1 er en dansk runesten fra den anden halvdel af 900-tallet.

## Beliggenhed
Runestenen står i Sønder Vissing Kirke mellem Horsens og Silkeborg. Den blev opdaget i 1836 i kirkegårdsdiget, hvor den tjente som sidesten til lågen. Indskriften vendte udad. Rammelinjerne er flere steder afsluttet af spiralornamentik, og materialet er granit/gnejs.  Flere skålgruber afslører, at stenen har tjent som kultsten i bronzealderen.  I 1838 blev den anbragt i våbenhuset og i 1897 flyttet ind i kirken i Sønder Vissing, hvor den nu står under orgelet. Tidligere skal den have stået på en gravhøj: "Gamle Folk i Sdr. Vissing fortalte i 1870’erne, at der forhen har ligget en Gravhøj paa det Sted, hvor Kirkens Vaabenhus nu er, og at den store Runesten har staaet ved denne Høj. Den blev sløjfet, og Jorden anvendt til at fylde nogle Begravelser ved Altret med." 

## Historie
Stenen sandsynliggør, at Harald Blåtand i slutningen af 900-årene giftede sig med en vendisk prinsesse, som ellers ikke kendes fra nogen kilde. Hendes navn var Tove, og hun var datter af knees (kong) Mistivoj, som herskede over abodriterne i det område, der senere blev stift under bispesædet Oldenborg. Mistivoj og Harald Blåtand var nære allierede imod de vendere, som boede længere østpå, samt mod de tysk-romerske kejsere.
- Sønder Vissing 1

## Indskrift
| Translitteration | tufa : lRt : kaurua : kubl : mistiuis : tutiR : uft : muþur : sina : kuna : harats : hins : kuþa : kurms : sunaR |
| Transskription   | Tōfa lēt gørva kumbl, Mistivis dōttiR, øft mōður sīna, kona Hara[l]ds hins gōða, Gōrms sonaR.                    |
| Oversættelse     | Tove, Mistivis datter, Harald den Godes, Gorms søns kone, lod gøre kuml efter sin mor.                           |

Runestenen er skrevet i den langstavede udgave af det yngre runealfabet, og ordnet i parallelordning i to indrammede skriftbånd. R-runen er brugt for både palatalt R og for langt e. Dette kendes fra en enkelt anden dansk dansk runesten, nemlig Hobro-stenen 2, som dog ikke har nogen forbindelse med Sønder Vissing 1. I et lille område af Västergötland findes en mængde runesten med disse træk, og i de uppsvenske egne anvendes R-runen ofte for i-lyden. Højst usædvanligt nævner indskriften ikke navnet på den afdøde, og hvor der normalt ville følge en tilføjelse (apposition) om den afdødes dyder, følger her – ligesom på den store Jelling-sten – en apposition om stenrejseren.